# Jehor Demčenko
Jehor Vasyl'ovyč Demčenko (in ucraino Єгор Васильович Демченко?; Stepnohirs'k, 25 luglio 1997) è un calciatore ucraino, centrocampista dell'Epicentr.

## Carriera
Cresciuto nel settore giovanile del Metalurh Zaporižžja, ha esordito in prima squadra l'8 agosto 2015 in occasione dell'incontro di Prem"jer-liha pareggiato 1-1 contro l'Hoverla. Negli anni seguenti ha giocato per varie squadre tra la seconda e la terza divisione ucraina, con una breve parentesi di due mesi al Kolos Kovalivka in massima serie. Nel 2020 è stato acquistato dal Metal Charkiv, con cui ha ottenuto due promozioni consecutive, ritornando così in Prem"jer-liha.

## Statistiche

### Presenze e reti nei club
Statistiche aggiornate al 22 aprile 2023.
| Stagione                    | Squadra                     | Campionato                  | Campionato | Campionato | Coppe nazionali | Coppe nazionali | Coppe nazionali | Coppe continentali | Coppe continentali | Coppe continentali | Altre coppe | Altre coppe | Altre coppe | Totale | Totale |
| Stagione                    | Squadra                     | Comp                        | Pres       | Reti       | Comp            | Pres            | Reti            | Comp               | Pres               | Reti               | Comp        | Pres        | Reti        | Pres   | Reti   |
| --------------------------- | --------------------------- | --------------------------- | ---------- | ---------- | --------------- | --------------- | --------------- | ------------------ | ------------------ | ------------------ | ----------- | ----------- | ----------- | ------ | ------ |
| 2015-gen. 2016              | Metalurh Zaporižžja         | PL                          | 6          | 0          | CU              | 1               | 0               |                    | -                  | -                  |             | -           | -           | 7      | 0      |
| apr.-giu. 2016              | Bukovyna Černivci           | 2L                          | 8          | 1          | CU              | -               | -               |                    | -                  | -                  |             | -           | -           | 8      | 1      |
| mar.-giu. 2017              | Avanhard Kramators'k        | 1L                          | 9          | 2          | CU              | -               | -               |                    | -                  | -                  |             | -           | -           | 9      | 2      |
| 2017-2018                   | Avanhard Kramators'k        | 1L                          | 30         | 5          | CU              | 1               | 0               |                    | -                  | -                  |             | -           | -           | 31     | 5      |
| 2018-2019                   | Avanhard Kramators'k        | 1L                          | 26         | 11         | CU              | 1               | 0               |                    | -                  | -                  |             | -           | -           | 27     | 11     |
| lug.-set. 2019              | Kolos Kovalivka             | PL                          | 2          | 0          | CU              | -               | -               |                    | -                  | -                  |             | -           | -           | 2      | 0      |
| set. 2019-2020              | Avanhard Kramators'k        | 1L                          | 10         | 1          | CU              | -               | -               |                    | -                  | -                  |             | -           | -           | 10     | 1      |
| Totale Avanhard Kramators'k | Totale Avanhard Kramators'k | Totale Avanhard Kramators'k | 75         | 19         |                 | 2               | 0               |                    | -                  | -                  |             | -           | -           | 77     | 19     |
| 2020-2021                   | Metalist                    | 2L                          | 21         | 8          | CU              | 1               | 1               |                    | -                  | -                  |             | -           | -           | 22     | 9      |
| 2021-2022                   | Metalist                    | 1L                          | 19         | 2          | CU              | 3               | 1               |                    | -                  | -                  |             | -           | -           | 22     | 3      |
| 2022-2023                   | Metalist                    | PL                          | 17         | 0          |                 | -               | -               |                    | -                  | -                  |             | -           | -           | 17     | 0      |
| Totale Metalist             | Totale Metalist             | Totale Metalist             | 57         | 10         |                 | 4               | 2               |                    | -                  | -                  |             | -           | -           | 61     | 12     |
| Totale carriera             | Totale carriera             | Totale carriera             | 148        | 30         |                 | 7               | 2               |                    | -                  | -                  |             | -           | -           | 155    | 30     |

## Palmarès

### Club

#### Competizioni nazionali
- Druha Liha: 1

Metal Charkiv: 2020-2021 (girone B)
- Perša Liha: 1

Epicentr: 2024-2025